# Alicharli
Alicharli est un village de la région de Tərtər en Azerbaïdjan.

## Géographie
Le village d'Alicharli de la région de Tərtər est situé dans la circonscription administrative du village de Soyulan.